# Pyrrhia rutilago
Pyrrhia rutilago är en fjärilsart som beskrevs av Jacob Hübner 1818. Pyrrhia rutilago ingår i släktet Pyrrhia och familjen nattflyn. Inga underarter finns listade.